# 1996년 하계 올림픽 대한민국 선수단
대한민국은 1996년 7월 25일부터 8월 9일까지 미국 애틀랜타에서 열린 제26회 하계 올림픽에 참가했다. 금메달 7개, 은메달 15개, 동메달 5개로 종합성적 10위를 차지하였다.

## 메달 집계

### 종목별 참가 선수 및 메달 집계
| 종목     | 참가 선수 | 1 | 2 | 3 | 메달 합계 |
| 배구     | 12        |   |   |   | 0         |
| 복싱     | 11        |   |   |   | 0         |
| 양궁     | 6         | 4 |   | 1 | 5         |
| 육상     | 15        |   |   |   | 0         |
| 사격     |           | 1 | 1 | 0 | 2         |
| 태권도   |           | 1 | 0 | 2 | 3         |
| 펜싱     |           | 1 | 0 | 1 | 2         |
| 유도     |           | 0 | 2 | 1 | 3         |
| 역도     |           | 0 | 0 | 1 | 1         |
| 레슬링   |           | 0 | 0 | 1 | 1         |
| 배드민턴 |           | 0 | 0 | 1 | 1         |
| 합계     | 205       | 7 | 3 | 8 | 18        |

### 메달리스트
| 메달   | 이름 | 종목                  | 세부 종목  | 날짜     |
| ------ | --- | --------------------- | ---------- | -------- |
| 금메달 | 심권호 | 레슬링 (그레코로만형) | 48kg급     | 7월 21일 |
| 금메달 | 전기영 | 유도                  | 86kg급     | 7월 22일 |
| 금메달 | 조민선 | 유도                  | 70kg급     | 7월 22일 |
| 금메달 | 방수현 | 배드민턴              | 여자단식   | 8월 1일  |
| 금메달 | 길영아, 김동문 | 배드민턴              | 혼합복식   | 8월 1일  |
| 금메달 | 김경욱 | 양궁                  | 여자개인전 | 7월 31일 |
| 금메달 | 김조순, 김경욱, 윤혜영 | 양궁                  | 여자단체   | 8월 2일  |
| 은메달 | 장재성 | 레슬링 (자유형)       | 63kg급     | 8월 2일  |
| 은메달 | 박장순 | 유도                  | 78kg급     | 8월 2일  |
| 은메달 | 양현모 | 레슬링 (자유형)       | 82kg급     | 7월 30일 |
| 은메달 | 곽대성 | 유도(남자)            | 73kg급     | 7월 24일 |
| 은메달 | 김민수 | 유도(남자)            | 98kg       | 7월 21일 |
| 은메달 | 현숙희 | 유도(여자)            | 52kg       | 7월 25일 |
| 은메달 | 정선용 | 유도                  | 57kg급     | 7월 24일 |
| 은메달 | 이승배 | 복싱                  | 81kg급     | 8월 4일  |
| 은메달 | 여홍철 | 체조                  | 남자 뜀틀  | 7월 29일 |
| 은메달 | 장용호, 김보람, 오교문 | 양궁                  | 남자단체   | 8월 2일  |
| 은메달 | 길영아, 장혜옥 | 배드민턴              | 여자복식   | 7월 31일 |
| 은메달 | 라경민, 박주봉 | 배드민턴              | 혼합복식   | 8월 1일  |
| 은메달 | 권수현, 권창숙, 오승신, 유재숙, 우현정, 이은경, 이은영, 이지영, 임명옥, 임정숙, 전영선, 진덕순, 창은정, 최미순, 최은경       | 하키                  | 여자팀     | 8월 1일  |
| 은메달 | 김청심, 김은미, 김정미, 김미심, 김랑, 광혜정, 문향자, 박정림, 오성옥, 오영란, 이상은, 임오경, 조은희, 한선희, 허순영, 홍정호 | 핸드볼                | 여자팀     | 8월 3일  |
| 은메달 | 이봉주 | 마라톤                | 남자개인   | 8월 4일  |
| 동메달 | 조인철 | 유도                  | 81kg급     | 7월 23일 |
| 동메달 | 정성숙 | 유도                  | 61kg급     | 7월 23일 |
| 동메달 | 오교문 | 양궁                  | 남자개인   | 8월 1일  |
| 동메달 | 이철승, 유남규 | 탁구                  | 남자복식   | 7월 30일 |
| 동메달 | 박해정, 류지혜 | 탁구                  | 여자복식   | 7월 29일 |

## 종목별 성적

### 레슬링
자유형
남자
| 선수 | 세부 종목 | 예선 (상대 /결과) | 16강전 (상대 /결과) | 8강전 (상대 /결과) | 준결승 (상대 /결과) | 패자부활전 1회전 (상대 /결과) | 패자부활전 2회전 (상대 /결과) | 결승 (상대 /결과) | 최종 순위 |

### 배구
남자

| 날짜 | 대한민국 | 세트 스코어 | 상대 팀 | 1세트 | 2세트 | 3세트 | 4세트 | 5세트 | 총득점 |

여자

| 날짜 | 대한민국 | 세트 스코어 | 상대 팀 | 1세트 | 2세트 | 3세트 | 4세트 | 5세트 | 총득점 |

### 복싱
| 선수 | 세부 종목 | 64강           | 32강           | 16강           | 8강            | 준결승         | 결승           | 결승 |
| 선수 | 세부 종목 | 상대 선수 결과 | 상대 선수 결과 | 상대 선수 결과 | 상대 선수 결과 | 상대 선수 결과 | 상대 선수 결과 | 순위 |

#### 도로 경기
| 선수   | 세부 종목 | 기록     | 최종 순위 |
| 김영미 | 남자 도로 | 중도포기 | -         |

### 양궁
남자
| 선수 | 세부 종목 | 랭킹 라운드 | 랭킹 라운드 | 64강      | 32강      | 16강      | 8강       | 준결승    | 결승 / 순위 결정전 | 결승 / 순위 결정전 |
| 선수 | 세부 종목 | 점수        | 시드        | 상대 점수 | 상대 점수 | 상대 점수 | 상대 점수 | 상대 점수 | 상대 점수          | 최종 순위          |

남자 개인
- 오경문 - 동메달 결정전/ 동메달(5-1)
- 김보람 - 8강 5위(3-1)
- 장용호 - 8강, 7위 (3-1)

여자 개인:
- 김경욱 -결승 금메달 (6-0)
- 김소준 - 8강 6위(3-1)
- 윤혜영 - 16강, 9위 (2-1)

남자 단체:
- 오경문, 김보람, 장용호 - 결승, 은메달(3-1)

여자 단체:
- 김경욱, 김조준, 윤혜영 - 결승, 금메달 (4-0)

### 역도
| 선수 | 세부 종목 | 추상 | 추상 | 인상 | 인상 | 용상 | 용상 | 합계 | 합계 |
| 선수 | 세부 종목 | 기록 | 순위 | 기록 | 순위 | 기록 | 순위 | 기록 | 순위 |

### 남자
트랙 / 도로 경기
| 선수 | 세부 종목 | 1차 예선 | 1차 예선 | 2차 예선 | 2차 예선 | 준결선 | 준결선 | 결선 | 결선      |
| 선수 | 세부 종목 | 기록     | 순위     | 기록     | 순위     | 기록   | 순위   | 기록 | 최종 순위 |

필드 경기
| 선수 | 세부 종목 | 예선 | 예선 | 결선 | 결선      |
| 선수 | 세부 종목 | 기록 | 순위 | 기록 | 최종 순위 |

### 여자
트랙 / 도로 경기
| 선수 | 세부 종목 | 1차 예선 | 1차 예선 | 2차 예선 | 2차 예선 | 준결선 | 준결선 | 결선 | 결선      |
| 선수 | 세부 종목 | 기록     | 순위     | 기록     | 순위     | 기록   | 순위   | 기록 | 최종 순위 |

필드 경기
| 선수 | 세부 종목 | 예선 | 예선 | 결선 | 결선      |
| 선수 | 세부 종목 | 기록 | 순위 | 기록 | 최종 순위 |

### 탁구
남자
| 선수 | 세부 종목 | 32강전           | 16강전           | 8강전            | 4강전            | 결승 / 3,4위전   | 결승 / 3,4위전 |
| 선수 | 세부 종목 | 상대 선수 스코어 | 상대 선수 스코어 | 상대 선수 스코어 | 상대 선수 스코어 | 상대 선수 스코어 | 최종 순위      |